# SV St. Tönis
Der SV St. Tönis (offiziell: Spielverein 1911 e. V. St. Tönis) war ein Sportverein aus Tönisvorst im Kreis Viersen. Die erste Mannschaft spielte ein Jahr in der höchsten niederrheinischen Amateurliga.

## Geschichte
Der Verein wurde im Sommer 1911 als SC Athen St. Tönis gegründet. Die Fußballabteilung entstand im September 1919. Am 5. Februar 1927 wurde der Vereinsname in St. Töniser FC geändert. Am 6. Januar 1929 erfolgte die Fusion mit der Fußballabteilung der DJK Teutonia St. Tönis zum SV St. Tönis. Später entstand bei der DJK Teutonia eine neue Fußballabteilung, mit der der Spielverein am 1. Juli 2019 eine Jugendspielgemeinschaft gründete. Am 1. Juli 2022 wird der SV St. Tönis mit dem Lokalrivalen DJK Teutonia Tönis zum SC St. Tönis 11/20 verschmelzen. Dabei wird sich der SV St. Tönis auflösen und deren Mitglieder der DJK Teutonia beitreten, die ihren Namen ändert und aus dem DJK-Sportverband austritt.
Der Spielverein trat ab 1947 in der Bezirksklasse an. Nach einer Vizemeisterschaft im Jahre 1948 hinter dem Linner SV gelang ein Jahr später der Aufstieg in die Landesliga, seinerzeit die höchste Amateurliga am Niederrhein. Trotz eines 9:0-Sieges über den GSV Moers reichte es für die Mannschaft nicht zum Klassenerhalt. 1953 und 1956 wurde die Mannschaft in der Bezirksklasse jeweils Vizemeister hinter dem Hülser FC und dem TSV Kaldenkirchen. Durch die Einführung der Verbandsliga Niederrhein reichte die Vizemeisterschaft von 1956 für den Aufstieg in die Landesliga, wo die St. Töniser 1958 mit Rang vier ihren sportlichen Zenit erreichten. Im Jahre 1962 stieg der Spielverein erneut in die Bezirksklasse ab, schaffte aber schon zwei Jahre später den Wiederaufstieg. Nach zwei Jahren Landesliga ging es 1966 erneut runter in die Bezirksklasse, ehe vier Jahre später ein weiterer Aufstieg in die Landesliga gelang. Dieses Mal hielt sich der Spielverein bis 1973, ehe nach Entscheidungsspielen gegen den TSV Eller 04 und dem VfB Speldorf der Abstieg folgte. Es folgten viele Jahre in der Bezirksliga, ehe der Verein seit dem Abstieg im Jahre 2012 in der Kreisliga A antritt.

## Persönlichkeiten
- Tobias Levels